# جیندریش فوگنر

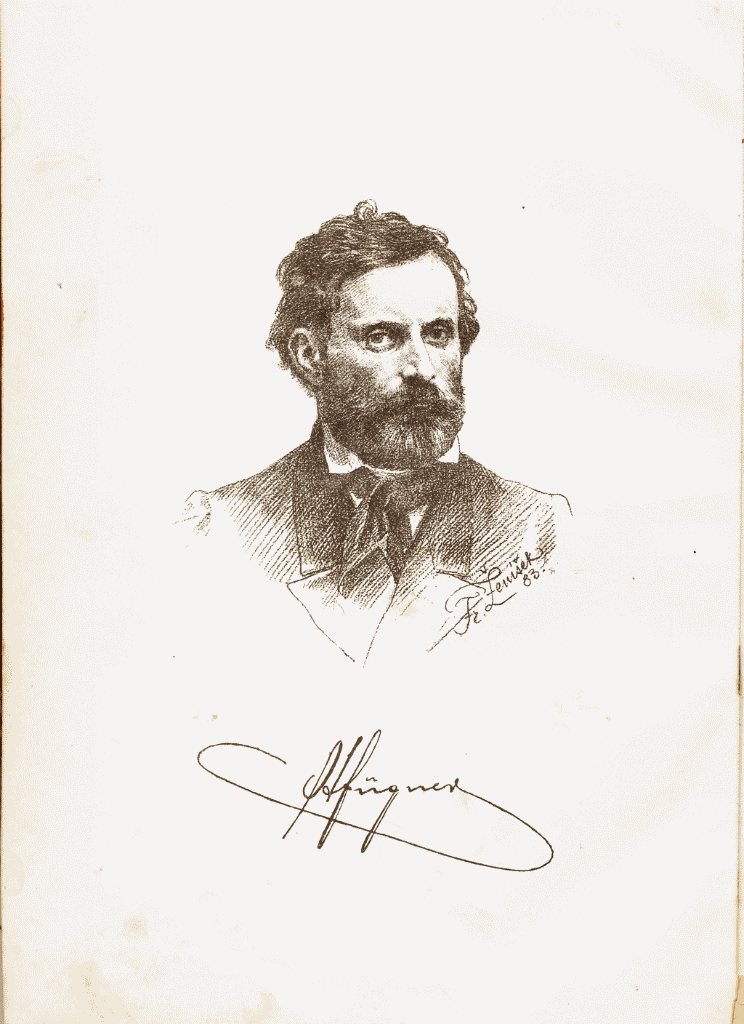
جیندریش فوگنر (پرتره توسط فرانتیشک ژنیشک)

جیندریچ فوگنر (با نام اصلی هاینریش فوگنر، ۱۲ سپتامبر ۱۸۲۲، پراگ - ۱۵ نوامبر ۱۸۶۵، پراگ) یکی از بنیانگذاران (به همراه میروسلاو تیرش) و اولین استاروستا (رهبر) سازمان ورزشی چک سوکول بود.

## زندگی‌نامه
او در پراگ به دنیا آمد (در کلیسا تعمید یافت. استفان) و فرزند پیتر (۱۷۸۷–۱۸۶۳) و فرانسیس (فرانتیشکا) (۱۷۹۴–۱۸۶۳) فوگنر بود. پدرش یک تاجر (هندلزمن)، اهل لایتمریتز بود. سوابق پلیس نشان می‌دهد که پیتر و فرانسیس دو دختر به نام‌های کارولین و جولیا و سه پسر به نام‌های فردیناند، هاینریش و ویلهلم داشتند.
به مدد تحصیل خصوصی و تحصیل در خارج از کشور، او تحصیلات گسترده‌ای کسب کرد و چندین زبان خارجی را آموخت. بعداً یک تجارت بیمهٔ تجاری را اداره کرد. اگرچه تجارت او موفق بود، اما اهداف بالاتری داشت. او شیفتهٔ موسیقی، ورزش و علایق اجتماعی بود.
به لطف میراث پدربزرگش (که تاکستان‌ها و قایق‌هایش را از او به ارث برده بود) خانواده‌اش کاملاً ثروتمند بودند. به عنوان یک تاجر موفق، او مالک شرکت ایتالیایی Nuova Societa Commerciale d'Assecurazioni، یک شرکت تجاری عمومی شد.
فوگنر که آلمانی الاصل بود، هرگز به زبان چک تسلط نداشت. تصمیم او برای پذیرفتن هویت سیاسی و ملی چک ناشی از احساس قوی هویت محلی او به عنوان یک «پراگر» و دلسردی او از ادعاهای اجتماعی نخبگان آلمانی در پراگ و شمال بوهمیا بود.
محافل میهن پرستان چک او را به تیرش معرفی کردند. بلافاصله پس از آن، فوگنر و تیرش با هم در تأسیس انجمن ژیمناستیک چک کار کردند. این انجمن سوکول پراگ نام گرفت و فوگنر اولین رهبر انجمن (starosta) شد. او tykání را -که یعنی نحوه خطاب کردن یک نفر با استفاده از دوم شخص مفرد (شما) در بین اعضای انجمن و خطاب کردن اعضا به عنوان «برادران»، معرفی و ترویج کرد، ژاکت قرمزی که او می‌پوشید، به بخشی از یونیفرم سوکول تبدیل شد. به لطف او اولین انجمن سوکول در خیابان سوکول (یک استحکامات سابق) در پراگ تأسیس شد. او در سن ۴۳ سالگی درگذشت. علت مرگ او به احتمال زیاد مسمومیت خونی بوده‌است. تشییع جنازهٔ او به یک تجلی ملی تبدیل شد.